# Sommartriangeln

Sommartrianglen

GIF-illustration på hur Sommartriangeln tar sig ut.

Sommartriangeln är en astronomisk asterism som består av de tre alfa (α)-stjärnor i tre olika stjärnbilder. De tre ljusstarka stjärnorna är Vega, Altair och Deneb, som tydligt kan ses som en triangulär formation på den ljusa sommarhimlen på norra halvklotet. Övriga stjärnor i de tre berörda stjärnbilderna har det mänskliga ögat då svårt att uppfatta.
På norra halvklotet är sommartriangeln synlig rakt ovanför huvudet under sommarmånaderna, men även på våren tidigt på morgonen. På hösten är den synlig på kvällen ända in i november, då övriga stjärnor i respektive konstellation börjar göra sig gällande.
På södra halvklotet verkar triangeln vara upp och ner och står lågt på himlen under vintermånaderna.

## Stjärnor i sommartriangeln
| Namn   | Konstellation | Apparent magnitud | Luminositet (× solen) | Spektraltyp | Avstånd (ljusår) |
| ------ | ------------- | ----------------- | --------------------- | ----------- | ---------------- |
| Vega   | Lyran         | 0,03              | 52                    | A0          | 25               |
| Deneb  | Svanen        | 1,25              | 70000                 | A2          | 1800             |
| Altair | Örnen         | 0,77              | 10                    | A7          | 16,6             |